# دابر
دابر یک فیلم کوتاه داستانی، به نویسندگی و کارگردانی سعید نجاتی است.

## داستان فیلم
پدری در بحبوحه اختلاف با همسرش و زمانی که در تلاش است دخترش را نزد خود نگه دارد در غیاب همسر با نخستین تجربه عادت ماهانه او مواجه می شود.
couple are on the threshold of divorce in the absence of his wife , while the father tries to keep their daughter with him,confronts his daughter,s first period experience 

## جوایز
- سیمرغ بلورین بهترین فیلم کوتاه از سی و هشتمین جشنواره فیلم فجر[۱]
- حضور در بخش داخلی و بین‌المللی سی‌وششمین جشنواره فیلم کوتاه تهران
- دیپلم افتخار در جشنوارهٔ بین‌المللی فیلم رشد برای بهترین فیلم داستانی کوتاه
- تندیس ویژه داوران  سی‌وششمین جشنواره فیلم کوتاه تهران
- کاندید بهترین کارگردانی جشن مستقل خانه سینما
- کاندید بهترین فیلمبرداری و نویسندگی و کارگردانب سی‌وششمین جشنواره فیلم کوتاه تهران